# Епархия Корнер-Брука и Лабрадора
Епархия Корнер-Брука и Лабрадора (лат. Dioecesis Riviangulanensis-Labradorensis) — епархия Римско-Католической церкви с центром в городе Корнер-Бруке, Канада. Епархия Корнер-Брука и Лабоадора входит в архиепархию Сент-Джонса. Кафедральным собором епархии Корнер-Брука и Лабрадоря является собор Святого Спасителя и Непорочного зачатия Пресвятой Девы Марии в городе Корнер-Бруке. В городе Лабрадор-Сити находится сокафедральный собор Пресвятой Девы Марии упразднённой епархии Лабрадор-Сити-Шеффервиля.

## История
9 мая 1870 года Святым Престолом была учреждена Апостольская префектура Новой Земли, которая была выделена из епархии Сент-Джонса. 28 апреля 1892 года Апостольская префектура Новой земли была преобразована в Апостольский викариат.
18 февраля 1904 года Апостольский викариат Новой Земли был преобразован в епархию Сент-Джорджа. 31 мая 2007 года, в связи с территориальной реорганизацией, епархия Сент-Джорджа была расширена и переименована в епархию Корнер-Брука и Лабрадора.

## Ординарии епархии
- епископ Thomas Sears (17.09.1871 — 7.11.1885);
- епископ Michael Francis Howley (5.12.1885 — 21.12.1894);
- епископ Neil McNeil (6.08.1895 — 19.01.1910);
- епископ Michael Fintan Power (12.05.1911 — 6.03.1920);
- епископ Henry Thomas Renouf (27.09.1920 — 2.03.1941);
- епископ Michael O’Reilly (5.07.1941 — 14.01.1970);
- епископ Richard Thomas McGrath (1.06.1970 — 17.06.1985);
- епископ Raymond John Lahey (5.07.1986 — 5.04.2003);
- епископ David Douglas Crosby (6.08.2003 — 24.09.2010);
- епископ Peter Joseph Hundt (1.03.2011 — 12.12.2018), назначен архиепископом Сент-Джонса[3]

## Источник
- Annuario Pontificio, Libreria Editrice Vaticana, Città del Vaticano, 2003, ISBN 88-209-7422-3